# Ожерелки
Ожере́лки — деревня в Орехово-Зуевском муниципальном районе Московской области. Входит в состав сельского поселения Малодубенское. Население — 96 чел. (2010).

## География
Деревня Ожерелки расположена в северной части Орехово-Зуевского района, примерно в 6 км к северо-западу от города Орехово-Зуево. Высота над уровнем моря 126 м. Ближайший населённый пункт — деревня Плотава.

## Название
Название связано с некалендарным личным именем Ожерелок.

## История
В 1926 году деревня являлась центром Ожерелковского сельсовета Федоровской волости Орехово-Зуевского уезда Московской губернии, в деревне имелся агропункт.
С 1929 года — населённый пункт в составе Орехово-Зуевского района Орехово-Зуевского округа Московской области, с 1930-го, в связи с упразднением округа, — в составе Орехово-Зуевского района Московской области.
До муниципальной реформы 2006 года Ожерелки входили в состав Малодубенского сельского округа Орехово-Зуевского района.

## Население
В 1926 году в деревне проживало 542 человека (242 мужчины, 300 женщин), насчитывалось 120 хозяйств, из которых 102 было крестьянских. По переписи 2002 года — 98 человек (38 мужчин, 60 женщин).
| 1926 | 2002 | 2006 | 2010 |
| ---- | ---- | ---- | ---- |
| 542  | ↘98  | →98  | ↘96  |

## ДТП
27 мая 2004 года, во время поездки футбольной команды «Знамя Труда» на матч чемпионата в город Щёлково, в автокатастрофе близ деревни, находясь в служебном автобусе команды «ПАЗ», погибло 5 работников данного клуба (генеральный директор Дмитрий Смирнов, главный тренер Вадим Хныкин, начальник команды Борис Пашков, водитель автобуса Александр Мамонтов, и ветеран клуба, финалист Кубка СССР 1962 года Василий Чавкин) и 4 футболиста (Павел Сухов, капитан команды, Александр Тынянов, Роман Бусурин, Владимир Тутиков). Согласно материалам расследования, на 82-м км Горьковского шоссе автобус «ПАЗ», перевозивший спортсменов и руководство команды, врезался в контейнеровоз.